# Jinan dvoulaločný

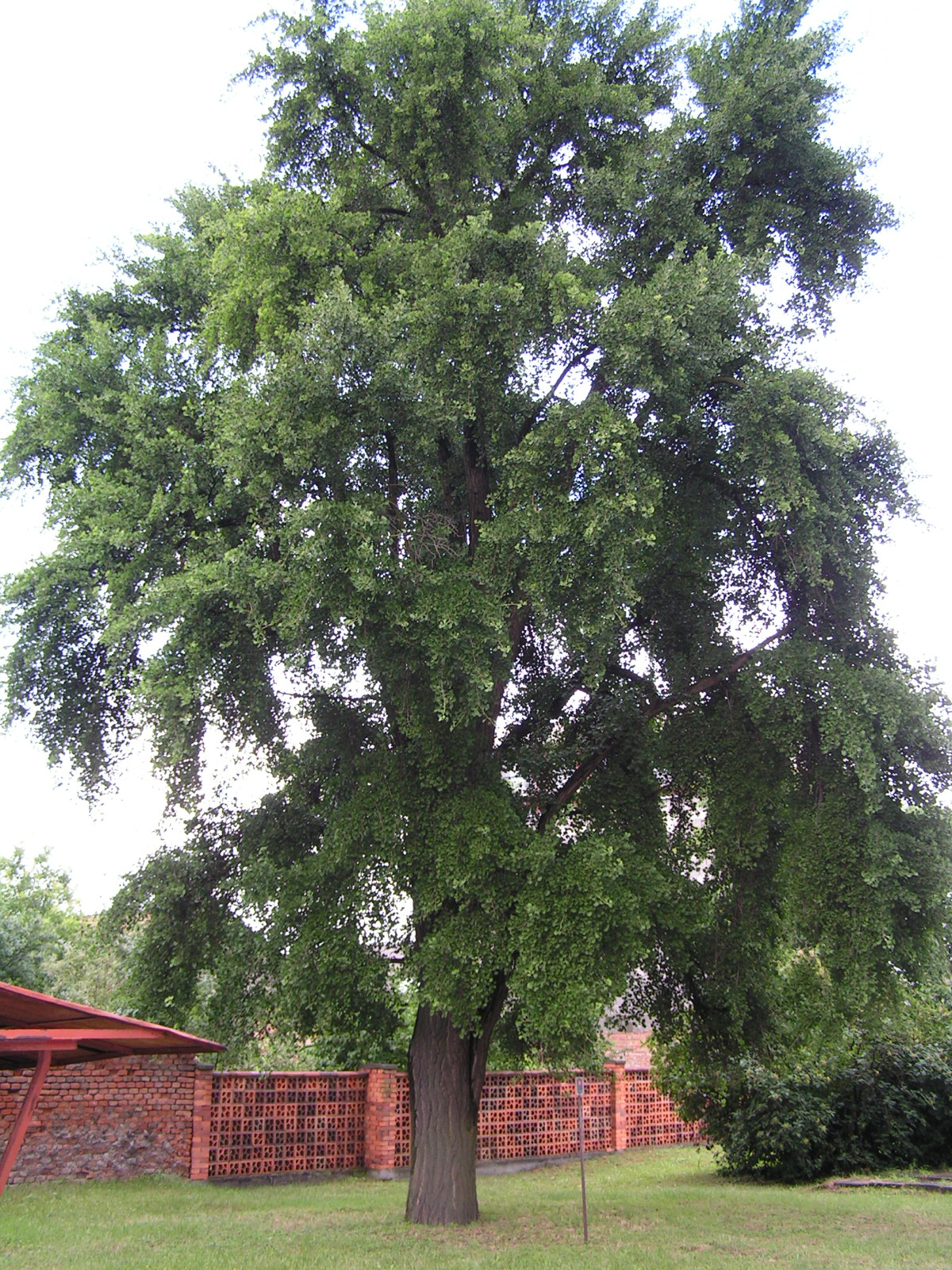
Jinan dvoulaločný v Lučenci

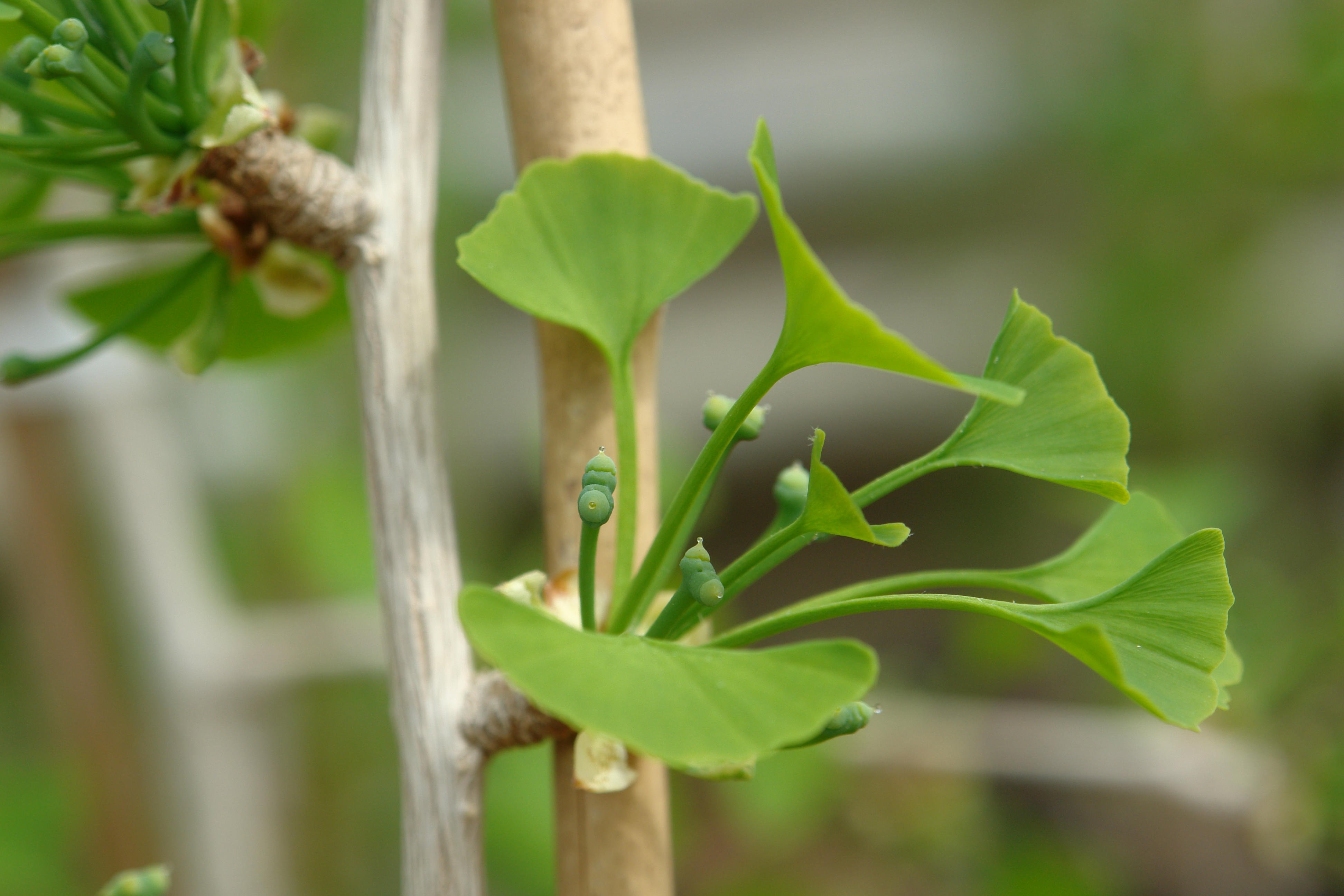
Samičí vajíčka na stopkách

Jinan dvoulaločný (Ginkgo biloba) je dvoudomý opadavý strom. Je jediným druhem rodu jinan z monotypické čeledě jinanovitých. Čeleď přísluší do fylogeneticky velmi prastarého řádu jinanotvaré, který má právě jen tuto jedinou čeleď.

## Vývoj taxonomie

### Morfologické třídění
Podle již překonaného morfologického a anatomického způsobu zařazování flory byly vedle sebe řazeny taxony podobné si vzhledem nebo vlastnostmi. Z toho vyplývá následující. V anglosaské taxonomické literatuře je druh Ginkgo biloba řazen do samostatného oddělení Ginkgophyta, což je podporováno moderními výsledky genetických výzkumů. V evropské literatuře převládá systém, v němž se na úrovni oddělení slučují všechny nahosemenné rostliny jako Pinophyta, včetně tohoto druhu; odděluje se teprve na úrovni samostatného pododdělení (subdivisio) Ginkgophytina, případně na úrovni třídy (classis) Ginkgopsida. Tento posledně jmenovaný přístup také dodržuje i Květena České republiky (viz cit. lit.).

### Kladistické třídění
S rozvojem vědy a poznáním genetických zákonitostí vzniklo moderní kladistické třídění APG III, ve kterém jsou jednotlivé taxony setříděny na podkladě monofyletického hlediska, vycházejícího z molekulárních dat genových sekvencí určitých úseků DNA, mimo jiné genů pro ribozomální RNA. Podle něho existují 4 řády jinanotvaré, cykasotvaré, borovicotvaré a liánovcotvaré, které jsou zařazeny do společné třídy jehličnany.

## Evoluce

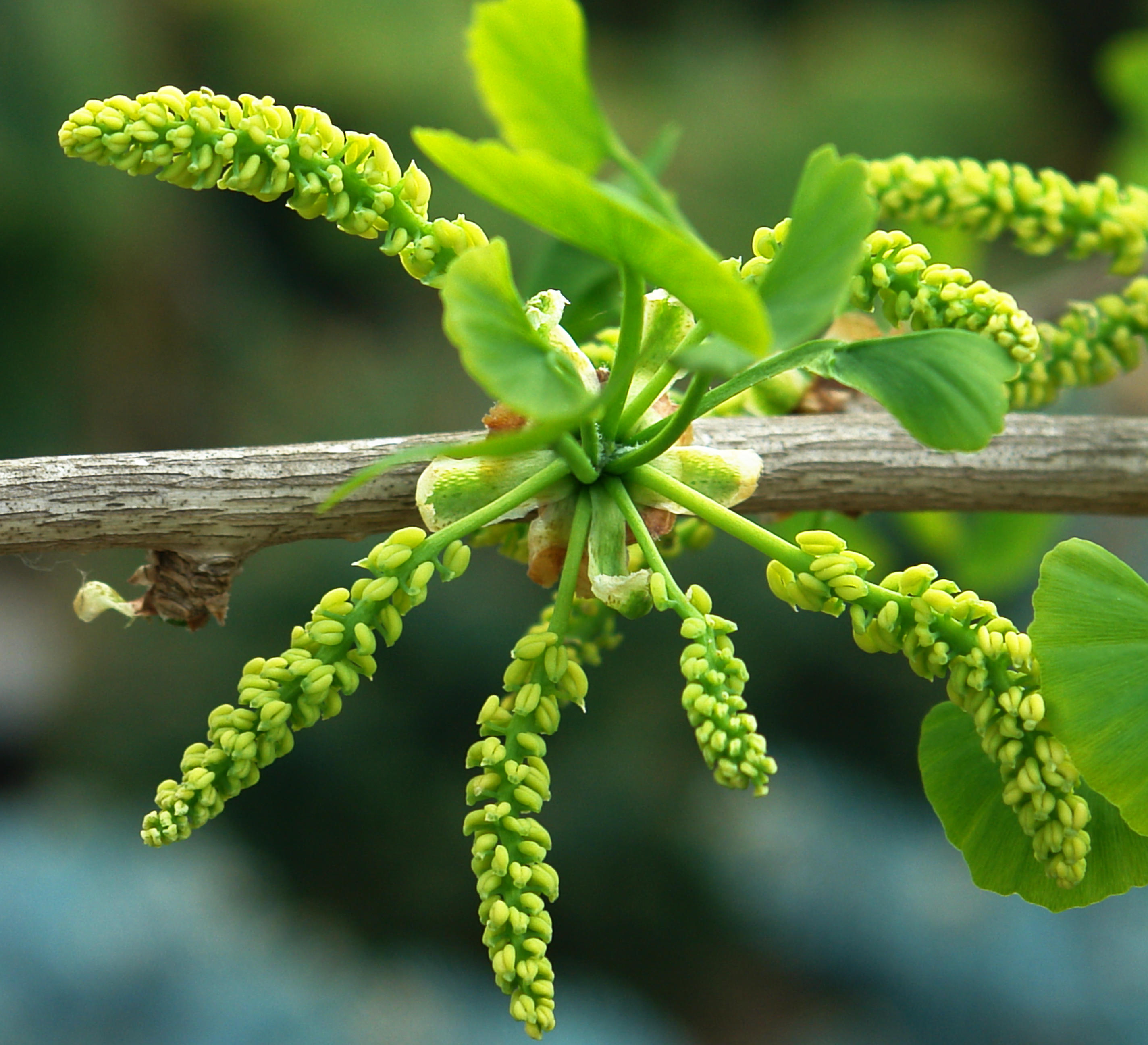
Samčí jehnědovité šištice

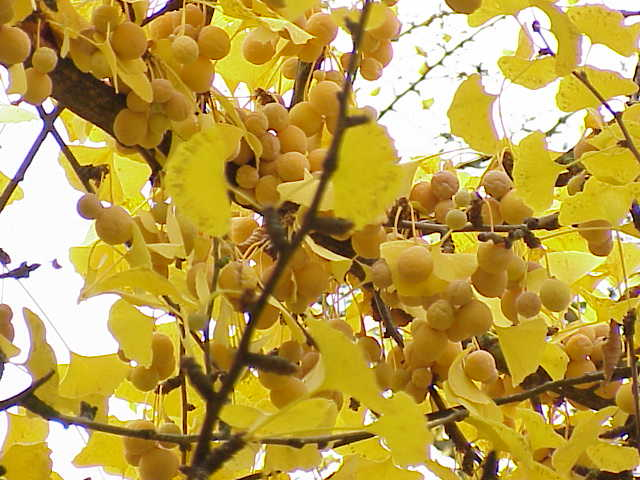
Zralá semena

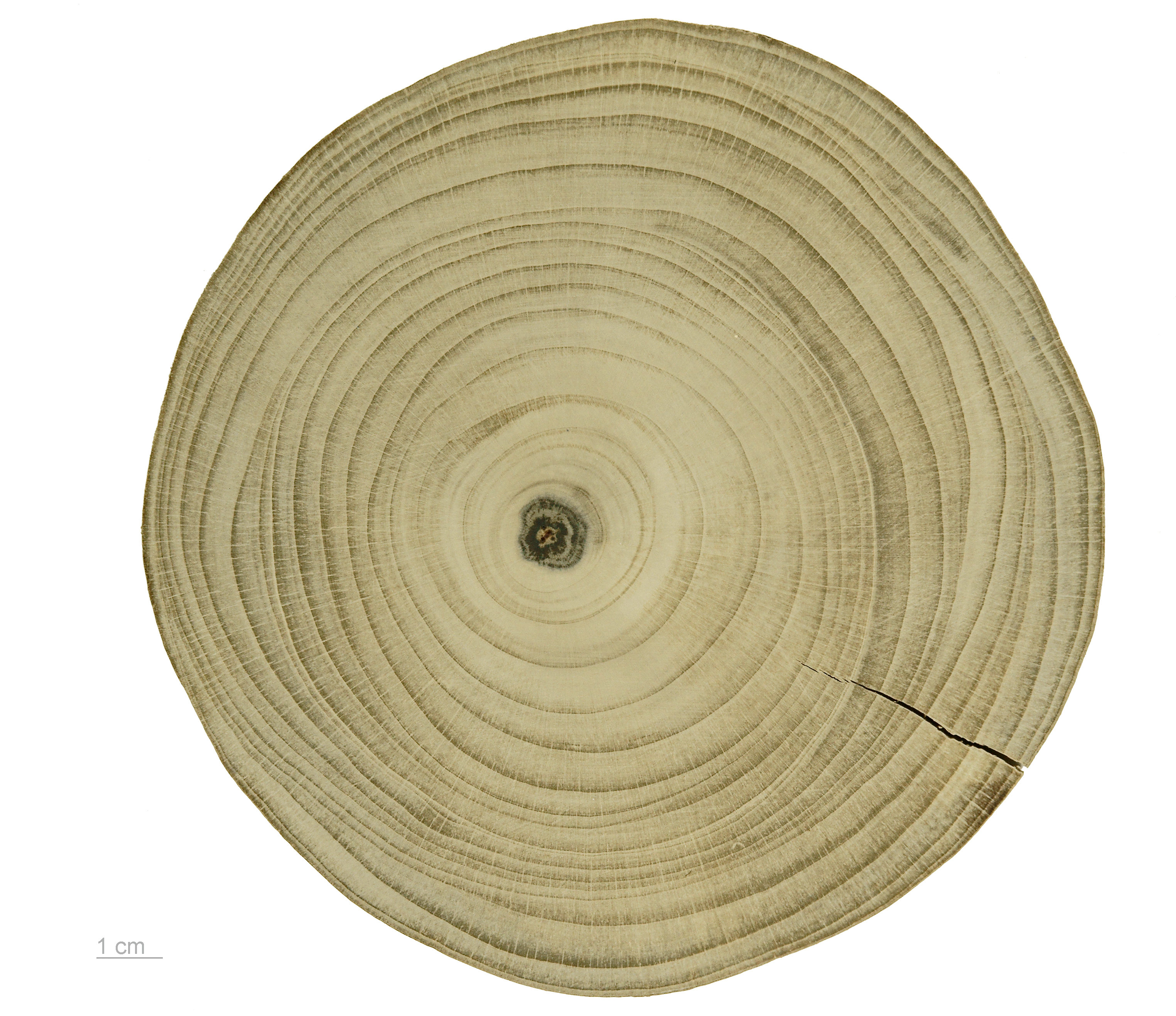
Dřevo jinanu

Nejstarší prehistorické stopy po rostlině podobné jinanu vedou až do geologického období rozhraní karbonu a permu v prvohorách, tj. do období asi před 300 až 270 miliony let. Za tak dlouhou dobu si jinan prošel svou érou širokého rozšíření v juře (asi před 200 miliony let), kdy jeho areál zabíral celou Severní polokouli i obdobím postupného úpadku až do dnešních dnů, které mohly být jeho posledními. Z amerického kontinentu vymizel před 7 miliony, z Evropy před 3 miliony let. Přestože se s ohledem na současné přírodní podmínky jeví jako rostlina nenáročná, zůstal v přírodě zachován pouze v jediném druhu a jen na malém území v jihovýchodní Číně, kde byl nově „objeven" pro Evropu.

## Popis
Jinan je statný strom s kuželovitou až rozkladitou korunou, který dorůstá do výšky 30 až 40 metrů. Je to dlouhověký strom, nejstarší doložený jinan je starý okolo 4700 let a roste v Číně, provincii Guizhou, v okresu Changshun. Borka kmene je šedá, ve stáří široce brázditá. Větve jsou téměř vodorovně odstálé.
Řapíkaté listy vyrůstají ve svazečcích na silně zkrácených větvičkách. Listová čepel je plochá, klínovitá, rozdělená zářezem na dva laloky, s vějířovitou žilnatinou. Olistění jinanů má cévní svazky uspořádané podobně jako jehličnany, jiné vlastnosti jsou však bližší listům opadavých krytosemenných rostlin.
Je to nahosemenná rostlina, nemá květy ani plody, vajíčka nejsou chráněna v květech a vyvíjející se semena v plodech.
Dužnaté obaly semen obsahují organické kyseliny, jež jsou původcem zápachu i možného podráždění pokožky, glyceridy, steroly a estery.

## Rozmnožování

### Generativní rozmnožování
Jinan je dvoudomý, to znamená, že jeden strom má samčí rozmnožovací orgány a některý druhý zase samičí. Samčí rostliny vytvářejí plodolistové šišticovité útvary podobné jehnědám, zatímco samičí rostliny vytvářejí shluky nazelenalých semeníků zavěšených na tenké stopce nesené krátkým brachyblastem. Vajíčka jsou zpravidla dvě spolu, jedno z vajíček pravidelně zakrňuje. Při opylování větrem se dostane pyl ze samčích rostlin na polinační kapku vajíčka samičí rostliny, dosah je asi do vzdálenosti 5 km. Pylová zrna jsou při vysychání kapky vtahována do pylové komory vajíčka. Uvnitř vyklíčené pylové láčky vznikají bičíkaté spermatozoidy, k oplození vaječné buňky dochází až po dozrání a odpadnutí semene ze stromu.
Ve vajíčku vznikne semeno, které je postupně obaleno dužnatým obalem a připomíná plod třešně o průměru 2 až 3 cm. Na povrchu má dužinu, uvnitř sklerotické jádro pod nimž je škrobnaté živné pletivo s dvouděložným embryem. K opylení dochází v květnu až červnu, semeno dozrává v říjnu až listopadu, mění barvu ze zelena do žluta. S opylenými semeny dozrávají současně i neopylená, oboje nelze od sebe pohledem odlišit. Stromy začínají plodit až ve věku 35 let.

### Vegetativní rozmnožování
Vegetativně může druh být množen z nevyzrálých řízků (15 cm dlouhých) odebraných v červenci/srpnu a zasazených do pařeniště se spodním vyhříváním, nebo z vyzrálých řízků (15 až 30 cm) odebraných v prosinci které uložíme do pařeniště, kde příští jaro zakoření. Také ho lze množit roubováním na semenáče nebo hřížením větví. Důvodem vegetativního množení je především záruka žádaného pohlaví rostliny, ale také vlastnosti odrůdy.

## Pěstování
Dřevina je oblíbena pro neobvyklý tvar listů, někdy je list považován za symbol, nebo dřevina za kultovní rostlinu.
Roste poměrně pomalu, asi 30 cm za rok, nesnáší trvalý stín nebo zamokřené půdy, vyhovují mu teplejší stanoviště, živné humózní, propustné půdy. Dobře snáší průmyslové prostředí, je odolný proti průmyslovým exhalacím.
Nemá žádné závažné choroby ani škůdce. Snese i mrazy pod −20 °C. Se starými exempláři druhu, přestože jde o oblíbené dřeviny, se lze setkat spíše méně často než u jiných dřevin.
Většinou bývá pěstován volně. Koruny jsou v mládí téměř pravidelně větvené, později velmi nepravidelné. V parcích se pěstují převážně samčí rostliny. Nevýhodou pěstování samčích stromů, je vysoce alergenní pyl. Samičí stromy nesou spoustu žlutých plodů. Oplodí zralých semen silně zapáchají po fekáliích.
Ve velkovýrobě může být jednoduše množen výsevem semene nebo vegetativně.

## Použití

### V tradiční kuchyni
V Číně a Japonsku se semena používají v tradičních kuchyních, semena se zbaví dužniny, pak se máčí ve slané vodě, praží a prodávají k přímé spotřebě nebo se přidávají do dezertů. Toxické sloučeniny nejsou však při úpravě rozkládány teplem a při požití většího množství slané pochoutky nebo dlouhodobém užívání, způsobují otravy, především u dětí.

### Okrasná rostlina
V zahradní architektuře je jinan méně často používaný jako okrasný strom. Někdy býval vysázen jako alej ve městech, ale s ohledem na velmi malebně nepravidelné, široké, prosychající a řídké koruny, které tyto starší dřeviny v pouličních alejích tvoří, jde spíše o méně častý jev. V pouličních alejích jsou ceněny dřeviny s menšími nebo úzkými, pravidelnými korunami, které mohou tvořit jen mladé rostliny tohoto druhu, nebo štíhlé kultivary.
Je známo asi 150 zahradních kultivarů jinanu, z nichž některé jsou komerčně pěstovány. Ve sbírkách českých botanických zahrad se lze setkat např. se zlatolistým kultivarem 'Autumn Gold'. Kultivary ze skupiny 'Variegata' (např. 'Californian Sunset') mají žlutě žíhané listy.
Kultivary 'Globus' a 'Mariken' se vyznačují kompaktním kulovitým vzrůstem, 'Horizontalis' má vodorovně rozprostřené větve, kultivary ze skupiny 'Fastigiata' (např. 'Obelisk'), 'Menhir' a 'Tit' jsou naopak štíhlé a vysoké. Kultivary 'Chris Dwarf' a 'Troll' mají zakrslý vzrůst, 'Pendula' je převislý. Kultivar 'Chotek' má výrazně členěné listy, listy 'Tubifolia' jsou svinuté do kornoutku. Neobvykle tvarované listy má i 'Saratoga'. Kultivar 'Praga' byl vypěstován v Botanické zahradě Na Slupi a vyznačuje se deštníkovitou korunou. V Japonsku je jinan dvoulaločný často pěstován jako dřevina v nádobě v asijském zahradním umění, pěstování bonsají.

### Kultura
Jinan je oficiálním stromem japonského hlavního města Tokia, a jeho list je symbolem tohoto města.

## Farmakologické využití
Ginkgo je někdy nabízen jako léčivo pro farmakologické využití. Je sbírán a prodáván list (Folium ginkgo bilobae) od jara do léta. Droga se podává buď ve formě krátce vařeného odvaru, nebo ve formě tinktury. Droga podle tvrzení prodejců a biolib.cz údajně rozšiřuje cévy, preventivně se má používat proti náhlým mozkovým příhodám, proti infarktu myokardu i proti poškození buněk vznikající při degenerativních nemocích spojených se stářím, otocích mozku atd.
Ovšem podle široké studie National Center for Complementary and Alternative Medicine a National Institute on Aging of the National Institutes of Health nemá žádné prokázané účinky na paměť, žádné prokázané účinky na snížení krevního tlaku u starších osob. Nemá žádnou prokázanou účinnost proti srdečním chorobám, tedy ani proti infarktu, ani nechrání kognitivní funkce stejně jako není prevencí proti demenci u starších osob a ani proti žádnému typu rakoviny.
Použití přípravků s drogou má ale řadu kontraindikací a může způsobit zdravotní komplikace.
Přesto jsou dále nabízeny potravinové doplňky z jinanu dvoulaločného při poruchách paměti, nedokrvení dolních končetin, při Alzheimerově chorobě (jejíž průběh údajně zpomaluje), při impotenci způsobené zhoršeným průtokem krve tepnami penisu, při hluchotě způsobené nedostatečným průtokem krve ke sluchovým nervům, při chronickém pískání v uších i při chronické závrati. Podle studie z roku 2008 je droga také zcela neúčinná proti Alzheimerově chorobě, kterou měla údajně mírnit. Podle NutritionBusinessJournal se však jen za rok 2007 prodalo výrobků z Ginkgo biloby za 107 milionů dolarů.
V čínské tradiční medicíně je přesto jinan používán k léčbě astmatu, zažívacích potíží, kašle, omrzlin a senility.

### Karcinogenita
Americký národní toxikologický program v dlouhodobém testu s laboratorními zvířaty zjistil, že extrakt z jinanu u laboratorních myší zvyšoval výskyt rakoviny jater a u potkanů rakoviny štítné žlázy. V roce 2015 pak Mezinárodní agentura pro výzkum rakoviny na základě pokusů na zvířatech zařadila ginkgo mezi podezřelé karcinogeny (skupiny 2B).

### Využitelné látky
Obsahuje přibližně na 60 biologicky aktivních látek. Mezi nejdůležitější patří následující:
- Terpeny – bilobalid, ginkgolid
- Flavonoidy – amentoflavon, bilobetin, sekvoiaflavon, kvercetin, kamferol, ginkgetin
- Karboxylové kyseliny – kyselina 6-hydroxykynurenová
- Vitaminy – kyselina L-askorbová (vitamin C)

## Jinan v literatuře
Jinan dvoulaločný se objevil v knize Jaroslava Foglara Stínadla se bouří, kde jedna ze skupin Vontů zvaná Uctívači ginga užívá listy ginkga jako odznak příslušnosti. Motiv ginga se objevuje i v trilogii o Uctívačích ginga, kterou napsal Svatopluk Hrnčíř a navazuje tak po několika desítkách let na příběhy Jaroslava Foglara.
Johann Wolfgang Goethe (1749–1832) byl inspirován nádherným vzhledem stromu a krásou jeho listí k napsání básně nazvané Ginkgo biloba. Zářez rozdělující list ve dvě stejné části symbolizoval pro něho přátelství a jednotu dvou milujících se lidí.

## Chráněné jinany
- Jinan v zámeckém parku Přílepy
- Moštěnský jinan
- Osvračínský jinan
- Rokycanský jinan

Celkem AOPK eviduje 47 památných stromů tohoto druhu. Ačkoliv se jako nejmohutnější jinan uvádí Mendelův jinan v Brně s obvodem kmene 4.5 m (2021), ve skutečnosti je až druhý za exemplářem ze zámeckého parku Přílepy u Holešova, který dosáhl v roce 2021 obvod 5,18 m.

## Původ jména
Vědecký název rodu Ginkgo má původ koncem 17. stol. nepřesným přepisem čínského jména 銀杏 (Yínxìng, český přepis jin-sing) jako „ginkyo“ resp. „ginkgo“ německým lékařem a botanikem Engelbertem Kaempferem v jeho díle „Amoenitatum xoticarum“ (Lemgo, 1712), ve kterém tento druh jako první zmínil; původní čínské jméno v doslovném překladu značí „stříbrná meruňka“. Druhové adjektivum biloba je odvozeno z latiny a vztahuje se ke tvaru listů; ze slov bis (dva, dvojí) a lobos (lalok). Převodem z latiny vzniklo i české druhové označení. Japonci používají pro plody i název „stříbrná meruňka“.